# Marattiidae
Marattiidae é uma subclasse monotípica de pteridófitos da classe Polypodiopsida cujo único membro é a ordem Marattiales (também monotípica, tendo Marattiaceae como única família). A subclasse Marattiidae é equivalente à classe Marattiopsida nas classificações mais antigas, incluindo a classificação de Smith et al., 2006.

## Taxonomia
Nas mais recentes classificações dos pteridóficos Marattiidae é uma das quatro subclasses da classe Polypodiopsida (fetos ou samambaias), sendo um grupo irmão de Polypodiidae, como expresso no cladograma abaixo. As primeiras três pequenas subclasses são por vezes informalmente referidas como os fetos eusporangiados, em contraste com a subclasse maior, os Polypodiidae, que são informalmente designados por fetos leptosporangiados.
|  | Ophioglossidae                                               |
|  |                                                              |
|  | \| \| Marattiidae \| \| \| \| \| \| Polypodiidae \| \| \| \| |
|  |                                                              |
|  | Marattiidae                                                  |
|  |                                                              |
|  | Polypodiidae                                                 |
|  |                                                              |

|  | Marattiidae  |
|  |              |
|  | Polypodiidae |
|  |              |

|  | Ophioglossidae                                               |
|  |                                                              |
|  | \| \| Marattiidae \| \| \| \| \| \| Polypodiidae \| \| \| \| |
|  |                                                              |
|  | Marattiidae                                                  |
|  |                                                              |
|  | Polypodiidae                                                 |
|  |                                                              |

|  | Marattiidae  |
|  |              |
|  | Polypodiidae |
|  |              |

Em anteriores sistemas de classificação, como o de Smith et al. (2006), este agrupamento era tratado como a classe Marattiopsida, mas foi redesignado como Marattiidae no sistema de classificação proposto por Mark W. Chase e James L. Reveal e sistemas subsequentes, como o de Christenhusz et al. (2011) e do Pteridophyte Phylogeny Group (2016). Neste último sistema de classificação, Marattiidae é monotípico, com uma ordem, uma família, seis géneros e cerca de 111 espécies validamente descritas.